# Kristen Idrottskontakt
KRIK, Kristen Idrottskontakt, är en ideell ungdomsorganisation som vill kombinera glädjen i idrotten med glädjen i den kristna tron. Organisationen grundades i Sverige 2005 och huvudkontoret ligger i Uppsala, Sverige. Organisationen räknar in över 4 500 medlemmar och drygt 120 lokalavdelningar runt om i Sverige. 
KRIK kommer ursprungligen från Norge (Kristen Idrettskontakt) där man startade 1981. Initiativtagare till uppstarten var idrottsprästen Kjell Markset.
KRIK Sverige arrangerar årligen ungdomsläger och läger för målgruppen 20+. KRIK har också bibelskolor med KRIK-linjer i Åre och Mullsjö.